# Ире, Юхан
Юхан Ире (швед. Johan Ihre; 3 марта 1707, Лунд — 1 декабря 1780, Уппсала) — шведский учёный-филолог и лингвист.

## Биография
Сын богослова. Обучался в Уппсальском университете. В 1730—1733 годах продолжил учёбу за границей, в Оксфорде, Лондоне и Париже. В 1734 году работал доцентом в университете Уппсалы, в 1735 году — библиотекарем в университетской библиотеке, а с 1737 года до своей смерти занимал должность профессора кафедры красноречия латинского языка. Был секретарём Шведского королевского общества наук в Уппсале.
С 1775 года — член Шведской королевской академии словесности.
Занимался исторической лингвистикой. Был одним из первых учёных, который определил фонетический процесс в истории прагерманского языка, заключавшийся в изменении индоевропейских смычных согласных, сегодня известный, как Закон Гримма. В 1769 г. издал шведский этимологический словарь. Был всемирно признанным знатоком готики, языка Серебряного кодекса.
Первым продемонстрировал текст рукописи Codex argenteus в библиотеке Уппсальского университета.
Его внук Альбрехт Элоф Ире (1797—1877), политический и государственный деятель, дипломат. Министр иностранных дел Швеции (1840—1848).

## Избранные публикации
- Utkast till föreläsningar öfwer swenska språket, 1745
- Fragmenta versonis Ulphilanae, continentia particulas…, 1763
- Swenskt dialect lexicon, 1766
- Anmärkningar, rörande Codex argenteus i Upsala, 1767
- Analecta Ulphilana, 1767—1769
- Glossarium Suiogothicum, 1769
- Scripta versionem Ulphilanam et linguam Moeso-Gothicam illustrantia, 1773